# USS Wasp (CV-7)
O USS Wasp foi um porta-aviões da Marinha dos Estados Unidos e o oitavo navio desta marinha a ostentar este nome. Participou da Segunda Guerra Mundial no Atlântico e no Pacífico, sendo afundado por um submarino japonês nas Ilhas Salomão, em setembro de 1942.

## História
Lançado ao mar em abril de 1939, participou do desembarque de aviões e soldados na Islândia em agosto de 1941, ainda sem participar efetivamente da guerra e quatro meses antes de ataque a Pearl Harbor, uma medida de prevenção tomada pelos Estados Unidos contra uma invasão nazista da ilha, liberando forças britânicas para atuarem em locais mais necessários à sua defesa, como parte do plano de ajuda que os norte-americanos já prestavam à Grã Bretanha nesta fase da guerra. No período seguinte, até a entrada do país na Segunda Guerra Mundial, o USS Wasp participou de patrulhas e treinamentos na costa dos Estados Unidos e no Caribe, de maneira a proteger a neutralidade americana na guerra e os comboios de navios mercantes no Atlântico Norte.

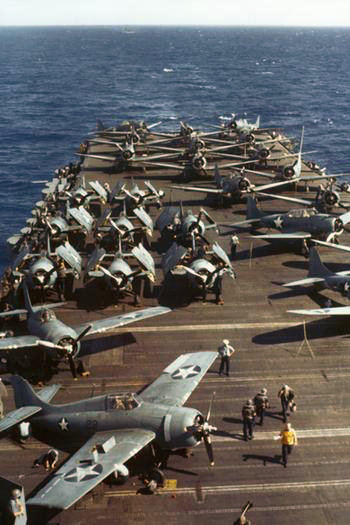
Grumman F4F Wildcat e Douglas SBD Dauntless no convés do USS Wasp
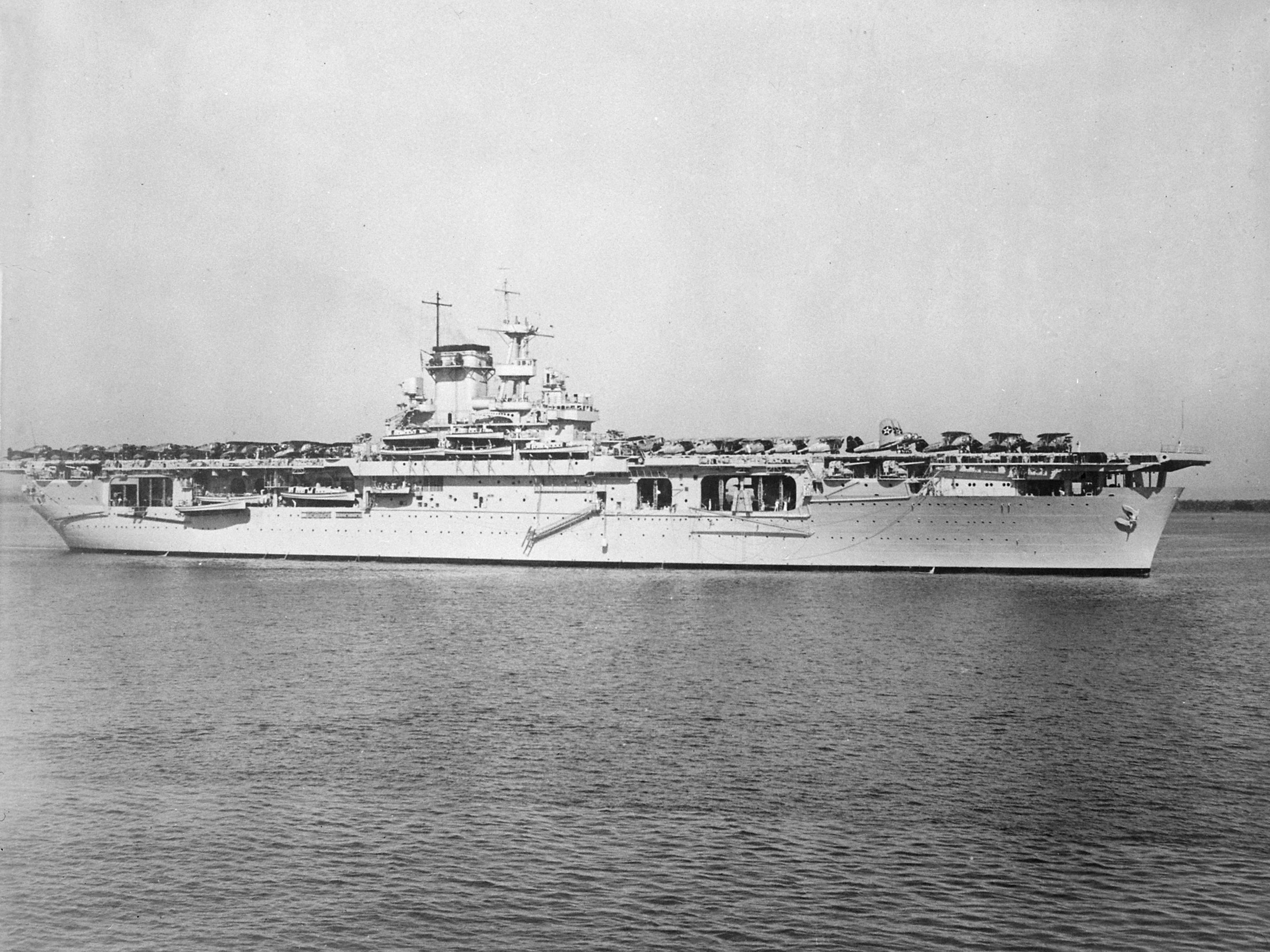
USS Wasp 1940

Com o início da Guerra do Pacífico, o Wasp, ainda no Atlântico, se tornou o primeiro porta-aviões a receber em seu convés um avião britânico, quando se encontrava na base naval escocesa de Scapa Flow. Em abril e maio de 1942, atravessou o Estreito de Gibraltar para ajudar os britânicos lançando aviões Supermarine Spitfire de seu convés para reforçar a defesa da ilha de Malta, no Mar Mediterrâneo, atacada dia e noite pela Luftwaffe alemã.
Em maio, enquanto o Wasp ajudava a mandar aviões britânicos para Malta, no Oceano Pacífico aconteciam as batalhas do Mar de Coral e logo depois a de Midway, que terminaram deixando os Estados Unidos com apenas dois porta-aviões operacionais em todo o oriente, se tornando imperativo que o Wasp rumasse para aquele teatro de guerra.
Voltando rapidamente para o porto de Norfolk, na costa leste americana, para alguns reparos e melhorias, o Wasp partiu em seguida para o Pacífico atravessando o Canal do Panamá em 10 de junho e aportou em San Diego, aonde procedeu ao embarque do restante dos aviões que compunham sua equipagem e dali se dirigiu ao sul do Pacífico, liderando a escolta de transportes anfíbios que carregavam um regimento de Marines para a guerra.
Em julho de 1942, enquanto o Wasp se dirigia ao Pacífico Sul, os japoneses desembarcaram na ilha de Guadalcanal e o comando aliado planejou expulsá-los dali antes que se estabelecessem mais firmemente no arquipélago das Salomão, do qual Guadalcanal faz parte. Junto com os porta-aviões USS Saratoga e USS Enterprise, sob o comando do almirante Frank Fletcher, o Wasp integrou a força tarefa de apoio aéreo às tropas de invasão.
Em 15 de setembro, enquanto escoltava e dava cobertura aérea a navios transportando mais tropas para Guadalcanal junto com o USS Hornet, os dois únicos porta-aviões norte-americanos no Pacífico naquele momento da guerra, o Wasp foi localizado pelo submarino submarino japonês I-19 em patrulha na região e recebeu uma salva de três torpedos no casco às 14:45 da tarde. Dois outros torpedos da mesma salva de tiros, num lance de grande sorte dos japoneses, atingiram um encouraçado e um destróier da esquadra que navegavam à distância do Wasp, afundando o segundo.

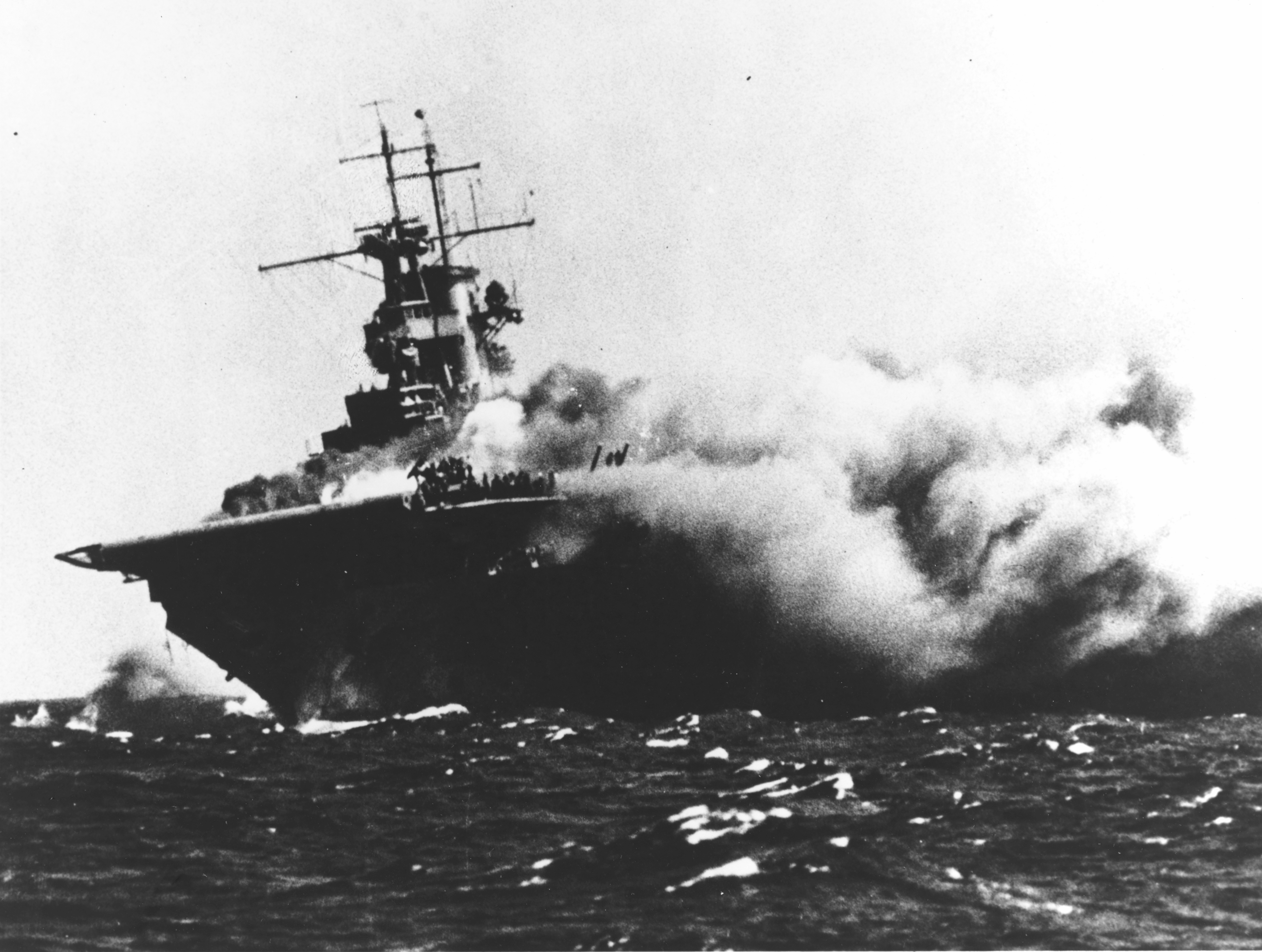
O Wasp afunda em chamas após ser atingido por torpedos.

As explosões jogaram aviões do convés na água e criaram um grande incêndio a bordo, atravessando os hangares e o interior do navio. Os tanques de água existentes para combater incêndios a bordo se tornaram inúteis porque foram despedaçados pelos torpedos. Com a explosão de tanques de combustível, o mar em volta do porta-aviões começou a pegar fogo e o comandante Sherman deu ordens de abandonar o navio, que já adernava.
Os barcos de apoio resgataram 1.946 oficiais e marinheiros que conseguiram abandonar o navio junto com seu comandante. As 21:00, carregando apenas os corpos dos que não sobreviveram ao ataque, o USS Wasp afundou no Oceano Pacífico.

## Honrarias e condecorações
| "A" Device  |             |  |
| Bronze star | Bronze star |  |

| American Defense Service Medal com insígnia "A" \| American Campaign Medal |                                                           |                            |
| European-African-Middle Eastern Campaign Medal com uma estrela de serviço  | Asiatic-Pacific Campaign Medal com uma estrela de serviço | World War II Victory Medal |